# Chaetoderma lucidum
Chaetoderma lucidum är en blötdjursart. Chaetoderma lucidum ingår i släktet Chaetoderma och familjen Chaetodermatidae. Inga underarter finns listade i Catalogue of Life.